# Nazionale maschile di rugby a 15 della Papua Nuova Guinea
La nazionale di rugby XV della Papua Nuova Guinea rappresenta Papua Nuova Guinea nel rugby a 15 in ambito internazionale, dove è inclusa fra le formazioni di terzo livello.

All'estero e in patria i suoi giocatori sono noti come The Pukpuks (I Coccodrilli in Tok Pisin).
Al 2 dicembre 2019 la squadra occupa la 85ª posizione del ranking World Rugby.